# Florent Labrique
Florent Louis Joseph Ghislain Marie Labrique (Lens, 19 februari 1903 - Leuze-en-Hainaut, 6 maart 1975) was een Belgisch senator.

## Levensloop
Labrique was een zoon van Charles Labrique (1868-1943) en van Marie Louise Gyselinck (1878-1928). Hij trouwde met Germaine van Thieghem (1904-1968). Hij promoveerde tot doctor in de geneeskunde en werd huisarts in Leuze.
In die gemeente werd hij gemeenteraadslid van 1938 tot 1946 en opnieuw vanaf 1959. Hij werd er schepen vanaf 1959.
Als plaatsvervanger op de PSC-senaatslijst voor het arrondissement Doornik-Aat werd hij senator in opvolging van de overleden Maurice Couplet. Hij vervulde dit mandaat slechts van begin oktober 1960 tot aan de wetgevende verkiezingen van 1961.